# Vad Fruttik
A Vad Fruttik egy magyar alternatív rockegyüttes. 2005-ben tettek szert országos hírnévre. Első stúdióalbumuk 2006-ban jelent meg Rózsikámnak digitálisan címmel. Rá két évre újabb lemezt adtak ki (Egy éjszaka Bohémiában), amit 2010-ben a Fénystopposok, 2013-ban pedig a Darabok című album követett. Újabb két év múlva jelent meg a Tudom milyen című albumuk, 2017-ben HighTech címmel 11 korábbi dalukat adták ki elektronikus hangzásra újrahangszerelve. A következő évben jelent meg Szabad.Vagy című lemezük, majd 2022 decemberében az Elválaszt című lemez.
2014-ben elnyerték a Fonogram-díjat "Az év hazai alternatív vagy indie-rock albuma vagy hangfelvétele" kategóriában.

## Története
A zenekart 1996-ban alapították Várpalotán Vad Fruttik néven. Az együttes gerince már akkoriban kialakult. 1999-ben egy tehetségkutatót követően a zenekar lehetőséget kapott arra hogy elkészítse első nagylemezét, ám egy hónappal az album rögzítése előtt a kiadó visszamondta a szerződést, a zenekar pedig felbomlott.
2005-ben egy sikeres pályázatnak köszönhetően a zenekar lehetőséget kapott arra hogy három dalt rögzítsen a Magyar Rádió 8-as stúdiójában. Ezen számok közül az egyik a Szerelmes dal volt, melyet a RadioCaféban elkezdtek játszani. Ennek hatására a RadioCafé Instant vol. 1. című válogatásalbumára felkerült a Szerelmes dal.
Első nagylemezük 2006 őszén jelent meg a Mama Records gondozásában Rózsikámnak digitálisan címmel. Az album több dala is szerepelt a RadioCafé, a Cool TV és az MTV slágerlistáján. Ekkoriban alakult ki a zenekar végleges felállása. Ugyanezen évben elkészült a Vad Fruttik első klipje is a Nekem senkim sincsen című dalból. 2006-ban Herter Tamás,majd 2008-ban Józsa Zoltán és Kaszás Gábor kivált a zenekarból, az ő helyükre érkezett meg a Hock testvérpár, Attila és Zoltán.
A következő esztendőben országos turnén szerepelt az együttes. Felléptek a Szigeten és a VOLT Fesztiválon is. A VOLT válogatáslemezre felkerült a Sárga zsiguli. 2007-ben a Petőfi Rádiónál zenei műsorstruktúra váltás zajlott le, ennek következtében dalaikat rendszeresen játssza a rádió, manapság is napi szinten hallhatóak országosan is. Az évben további két klipet forgattak, a Forró nyár és a Sárga Zsiguli számokhoz.
2008 márciusában telt ház előtt koncerteztek az A38 Hajón. Májusban a Zöld Pardonban 3000 ember előtt játszottak. Az év során több fesztiválon is részt vettek fellépőként, többek között a Fishing on Orfű, a VOLT, a Hegyalja, az EFOTT, a BalaTONE, a Szigeten és a SZIN-en. A VOLT válogatáslemezre ismét felkerült egy daluk, a Nekem senkim sincsen. Novemberben második stúdióalbumuk is kiadásra került, az Egy éjszaka Bohémiában lemezt a CLS Records jelentette meg. Az évben a Kemikáliák című számhoz leforgatták a videóklipet is.
A 2009-es Fonogram díj átadásán a gálaest fellépőjeként szerepeltek. Az év hazai alternatív albuma kategóriában jelöltést kaptak. Harmadik alkalommal is felkerült egy daluk a VOLT válogatáslemezre, ezúttal a Kemikáliák.
2010 februárjában ismét telt házas koncertet adtak az A38-on. Májusban Lehetek én is címmel kislemezt adtak ki. Októberben megjelent a harmadik nagylemezük, a Fénystopposok (Megadó Kiadó). A Lehetek én is és a Nem hiszek című dalokhoz elkészült a videóklip is.
2011-ben ismét jelölték Fonogram-díjra Az év hazai modern pop–rock albuma kategóriában.
2013 februárjában kiadtak egy ingyenesen letölthető középlemezt, a Pipacs EP-t, amin 3 dal szerepelt, melyek közül a Másodpercek és decibelek című dalhoz videóklip is készült. 2013 októberében megjelent a Válaszok nélkül videóklipje, majd decemberben kiadták a Darabok című lemezüket (Megadó Kiadó). 2014 januárjában megjelent a Szemben a nappal videóklipje is. A lemez 2014 harmadik hetében vezette a Mahasz Top 40 albumlistáját.
A zenekar a következő csaknem tíz évben átlagosan kétévente jelentkezett új lemezzel. 2017-ben a Sziget Fesztiválon nagyszínpadosok voltak, ugyanebben az évben Likó Marcell az év dalszövegírója díjat kapott.
A 2018-as Szabad.Vagy című albumuk online premiere az Index.hu-n volt.
2022-ben jelentős változások zajlottak az együttesben. Csak két alapító, Likó és Kerekes Gergely maradtak tagok, a távozó zenészek helyére Tokár Gábor, Dexter és iamyank érkezett, utóbbi már a 2022 decemberében megjelent Elválaszt című album zenei producere is volt. A zenekar az  új felállással először 2023. január 13-án, pénteken, Veszprémben lépett fel.

## Tagok
- Likó Marcell – ének, gitár
- Kerekes Gergely – gitár
- Dexter –  basszusgitár
- iamyank –  billentyűs hangszerek, elektronika
- Tokár Gábor – dob

### Korábbi tagok
- Herter Tamás - gitár (1996-2007)
- Józsa Zoltán - dob (1996-2008)
- Kaszás Gábor - basszusgitár (1996-2009)
- Hock Zoltán – basszusgitár (-2022)
- Hock Attila – dob (-2022)
- Győrffy Gyula – billentyűs hangszerek (-2022)

## Diszkográfia

### Albumok
| Év   | Album információ                                                        | Legmagasabb helyezés                   | Minősítés |
| Év   | Album információ                                                        | MAHASZ Top 40 album- és válogatáslemez | Minősítés |
| ---- | ----------------------------------------------------------------------- | -------------------------------------- | --------- |
| 2006 | Rózsikámnak digitálisan - Megjelent: 2006 - Kiadó: Mama Records         | —                                      |           |
| 2008 | Egy éjszaka Bohémiában - Megjelent: 2008. november - Kiadó: CLS Records | 5                                      |           |
| 2010 | Fénystopposok - Megjelent: 2010. október 1. - Kiadó: Megadó Kiadó       | 8                                      |           |
| 2013 | Darabok - Megjelent: 2013. december - Kiadó: Megadó Kiadó               | 1                                      |           |
| 2015 | Tudom milyen - Megjelent: 2015. december 15. - Kiadó: Megadó Kiadó      | 9                                      |           |
| 2017 | HighTech - Megjelent: 2017 - Kiadó: -                                   | -                                      |           |
| 2018 | Szabad.vagy - Megjelent: 2018. május 16. - Kiadó: -                     | -                                      |           |
| 2022 | Elválaszt - Megjelent: 2022. december 13. - Kiadó: Megadó Kiadó         |                                        |           |

### Kislemezek
| Év   | Album információ                                       | Legmagasabb helyezés                   | Minősítés |
| Év   | Album információ                                       | MAHASZ Top 40 album- és válogatáslemez | Minősítés |
| ---- | ------------------------------------------------------ | -------------------------------------- | --------- |
| 2010 | Lehetek én is - Megjelent: 2010. május                 | —                                      |           |
| 2013 | Pipacs EP - Megjelent: 2013. február                   | —                                      |           |
| 2015 | Mi lenne jó EP - Megjelent: 2015 - Kiadó: Megadó Kiadó | —                                      |           |
| 2020 | Nagyvad EP ● Megjelent: 2020. február                  |                                        |           |
| 2022 | Elég - Megjelent: 2022                                 |                                        |           |

## Videográfia

### Klipek
| Év   | Videó                    | Készítették                                                                                |
| ---- | ------------------------ | ------------------------------------------------------------------------------------------ |
| 2006 | Nekem senkim sincsen     | - Likó Marcell és Csöngető Csaba                                                           |
| 2007 | Forró nyár               | - Győrffy Gyula                                                                            |
| 2007 | Sárga Zsiguli            | - Rendező-operatőr: Klacsán Gábor - Vágó: Csöngető Csaba                                   |
| 2008 | Kemikáliák               | - Rendező: Nagy Gergoe, Merényi Dávid - Operatőr: Dr. Csepeli Eszter - Vágó: Gothár Márton |
| 2010 | Kicsit lassabb           | - Rendező: Kis Viktória, Likó Marcell - Designer, animátor, vágó: Kis Viktória             |
| 2010 | Lehetek én is            | - Rendező, vágó: Kiss Norbert Ádám - Operatőr: Trost Ádám - Utómunka: Csöngető Csaba       |
| 2010 | Milyen szabad            | - Rendező: Kiss Norbert Ádám                                                               |
| 2010 | Nem hiszek               | - Rendező, vágó: Kiss Norbert Ádám - Operatőr: Trost Ádám                                  |
| 2011 | Üvegszilánkkal           | - Rendező, vágó: Kiss Norbert Ádám - Operatőr: Trost Ádám                                  |
| 2013 | Másodpercek és decibelek | - Rendező: Vicsek Viktor                                                                   |
| 2013 | Válaszok nélkül          | - Rendező, vágó: Hosszú Gábor - Operatőr: Polgár András                                    |
| 2014 | Szemben a nappal         | - Rendező, vágó: Hosszú Gábor - Operatőr: Polgár András - Utómunka: Csöngető Csaba         |
| 2014 | Hold                     | - Operatőr: Hock Zoltán, Hock Attila - Vágó: Csöngető Csaba                                |
| 2016 | Tudom milyen             | - D.O.P: Szmodics Milán - Operatőr: Reisinger Dávid, Gradvolt Endre                        |
| 2016 | Majom majom              | - D.O.P: Szmodics Milán - Operatőr: Reisinger Dávid - Utómunka: Csöngető Csaba             |

## Díjak és jelölések
| Év   | Díj          | Kategória                                                          | Jelölt mű                | Eredmény |
| ---- | ------------ | ------------------------------------------------------------------ | ------------------------ | -------- |
| 2009 | Fonogram-díj | "Az év hazai alternatív albuma"                                    | "Egy éjszaka Bohémiában" | Jelölve  |
| 2011 | Fonogram-díj | "Az év hazai modern pop–rock albuma"                               | "Fénystopposok"          | Jelölve  |
| 2014 | Fonogram-díj | "Az év hazai alternatív vagy indie-rock albuma vagy hangfelvétele" | "Darabok"                | Elnyerte |